# Franciscópolis
Franciscópolis este un oraș în Minas Gerais (MG), Brazilia.